# ラート選手一覧
ラート選手一覧では、男女別のラート選手の一覧について記述する。

## 男子シニア
- 髙橋靖彦 (13年世界選手権男子個人総合優勝、跳躍優勝、斜転3位、直転5位、14年世界チームカップ優勝「斜転、跳躍、直転」)
- 田村元延(13年世界選手権男子個人総合2位、斜転優勝)
- 江塚和哉(13年世界選手権男子個人総合4位、直転優勝）
- 小山信博 (13年世界選手権男子個人総合7位)
- 湧田舎大（13年世界選手権男子個人総合17位）
- 森大輔（14年世界チームカップ優勝「斜転」）

## 女子シニア
- 堀口文(13年世界選手権女子個人総合9位、女子直転3位、女子跳躍5位、14年世界チームカップ優勝「直転」)
- 松浦佑希 (13年世界選手権女子個人総合14位、14年世界チームカップ優勝「直転」)
- 堀場みのり(13年世界選手権女子個人総合20位)
- 森更紗(13年世界選手権女子個人総合22位、斜転5位)
- 但馬絵美子(13年世界選手権女子個人総合38位)